# Jean-Charles Pichegru

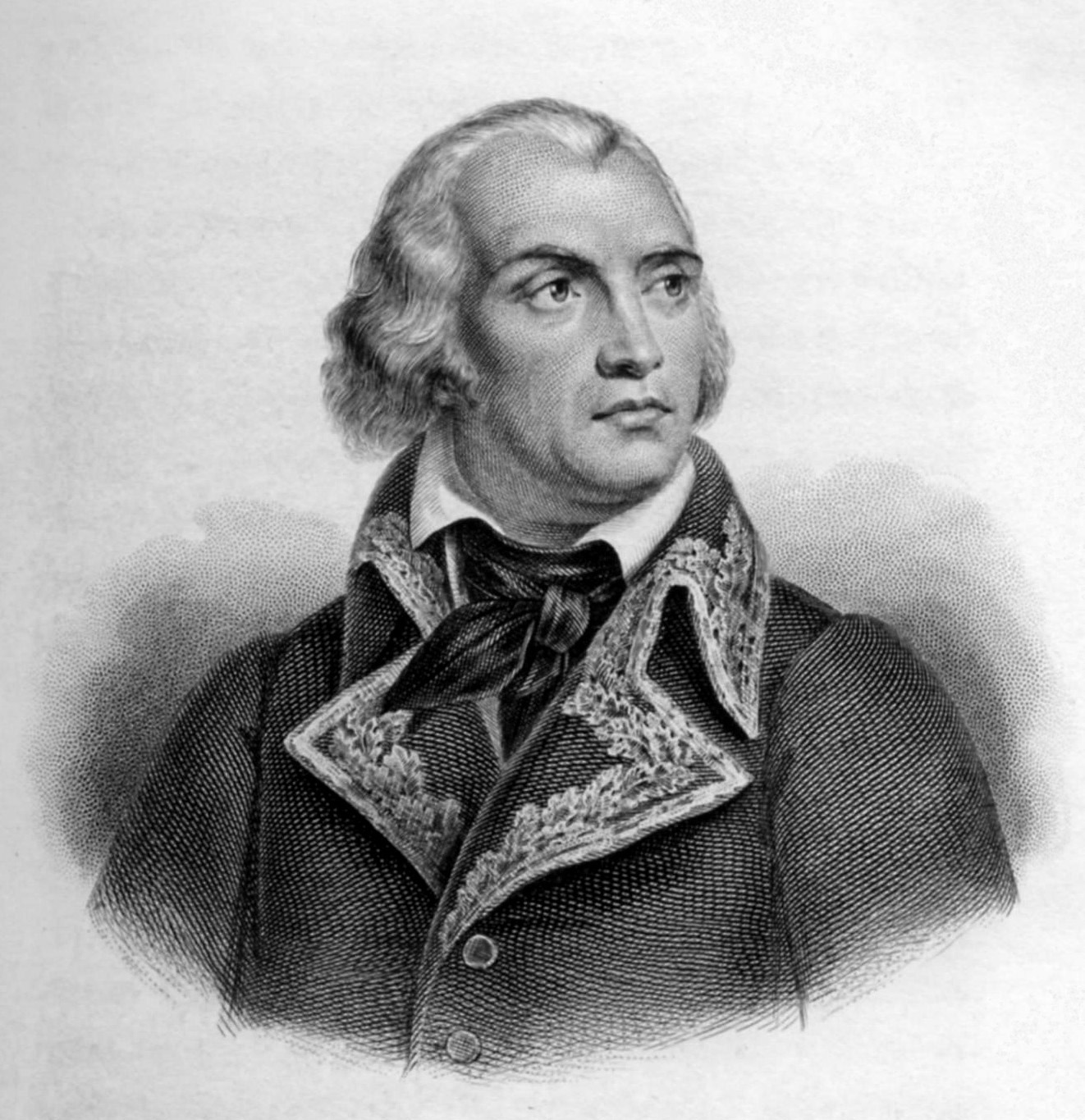
Jean-Charles Pichegru

Jean-Charles Pichegru (* 16. Februar 1761 in Arbois, Franche-Comté; † 5. April 1804 in Paris) war ein französischer Général de division der Revolutionskriege, der eine führende Rolle bei der Eroberung der österreichischen Niederlande und der niederländischen Republik spielte, später mit den Gegenrevolutionären konspirierte und ein Attentat gegen Napoleon Bonaparte plante.

## Leben
Jean-Charles Pichegru war der Sohn von Pierre Pichegru und Françoise Romain und hatte mehrere Brüder und Schwestern. Seine Eltern arbeiteten als Winzer und Landarbeiter und ließen sich in Arbois nieder. Gefördert vom Vater eines adligen Spielkameraden trat Pichegru im Alter von acht Jahren in das von Minoriten geführte Collège von Arbois ein, wo er ausgebildet wurde. Im Alter von 18 Jahren wurde er als Repetent für Philosophie und Mathematik an die ebenfalls von Minoriten geführte Königliche Militärschule in Brienne-le-Château geschickt. Napoleon, der dort ab 1779 unterrichtet wurde, zählte nicht zu seinen Schülern.
1783 trat er als Soldat in das Artillerieregiment von Auxerre ein, stand beim Ausbruch der französischen Revolution, der er sich aus Ehrgeiz mit Eifer anschloss, in Besançon und erhielt als Präsident eines politischen Klubs das Kommando eines Bataillons Nationalgarde, das er zur Armée du Rhin führte. Hier zeichnete er sich so aus, dass er 1792 in den Generalstab kam und 1793 zum Général de division befördert wurde.
Im Oktober mit dem Kommando über die Armée du Rhin betraut, warf er gemeinsam mit Hoche im Dezember die Österreicher zurück, bemächtigte sich der Weißenburger Linien, entsetzte Landau und nahm Lauterburg ein. Im Februar 1794 erhielt er den Oberbefehl über sämtliche Streitkräfte in den Niederlanden, erkämpfte am 26.–29. April die Siege von Montcastel und Menen, schlug die Österreicher unter Friedrich Josias von Sachsen-Coburg-Saalfeld und Friedrich August, Herzog von York und Albany am 18. Mai bei Courtrai und im Juni bei Roeselare und Hooglede. Nach Jean-Baptiste de Jourdans  Sieg bei Fleurus überschritt Pichegru die Schelde, nahm Brügge, Ostende, Gent und Oudenaarde, ging am 18. Oktober mit 40.000 Mann über die Maas, eroberte am 27. Dezember, durch den Frost unterstützt, die Insel Bommel und drang, von den holländischen Patrioten als Befreier begrüßt, Anfang 1795 siegreich in die Niederlande ein.
Im März 1795 als Stadtkommandant nach Paris berufen, unterdrückte er hier am 1. April den Volksaufstand der Vorstädte, kehrte aber dann zur „Armée du Rhin“ zurück und eroberte Mannheim. Hier traf er auf Vermittlung des Emigranten de Montgaillard auf Louis Fauche-Borel, einen Buchhändler aus Neufchâtel in der Schweiz und Agenten der Bourbonen, der Pichegru im Namen des Prinzen Condé große Versprechungen machte, wenn er die Bourbonen auf den französischen Thron zurückführe.
Adolphe Thiers (1797–1877), französischer Historiker, liberal-konservativer Minister und Staatspräsident, beschrieb um 1820 die Hintergründe so: Condé, dessen Armee der Emigranten von der britischen Regierung finanziell unterhalten wurde, wurde von den Engländern aufgefordert, Pichegru mit seiner Armee zu einem Fahnenwechsel zu veranlassen. Pichegrus allgemein bekannte Neigung zu einem üppigen Lebensstil – der mit der kargen republikanischen Bezahlung nicht möglich war – sollte mit 1 Million Francs, dem Schloss Chambord samt dessen Park, der Marschallwürde und dem Gouvernement des Elsass belohnt werden. Seine Frau und seine Kinder sollten eine fortwährende Jahresrente von 200.000 Francs erhalten. In der Rheinarmee sollten alle Offiziere ihre Dienstgrade behalten. Den sich ergebenden Platzkommandanten wurden Pensionen und ihren Städten die Abgabenfreiheit auf fünfzehn Jahre zugesichert. Als Gegenleistung sollte Pichegru dafür die Festung Hüningen am Rhein öffnen, den Österreichern übergeben und den Prince de Condé mit seiner und der Rheinarmee nach Paris führen.
Nach Thiers wollte Pichegru weder eine Übergabe der Festung Hüningen noch die der Rheinarmee verhandeln, sondern nur eine Beteiligung ausgewählter Offiziere seines Stabes. Möglicherweise hatte Pichegru nicht ernstlich vor, auf das Angebot einzugehen, und verzögerte mit Änderungswünschen und Gegenforderungen die Verhandlungen, bis sie am Ende abgebrochenen wurden.
Von nun an betrieb Pichegru die Operationen so nachlässig, dass er den Ertrag aus den französischen Siegen zu mindern schien und dadurch der Regierung verdächtig wurde. Das neue Direktorium übertrug ihm daher einen Gesandtschaftsposten in Schweden. Pichegru nahm diesen Posten aber nicht an, sondern zog sich in das ehemalige Kloster Bellevaux etwa 70 km nördlich seiner Geburtsstadt Arbois zurück. 1797 wurde er nach dem Staatsstreich des 18. Fructidor (4. September) als Mitglied und Präsident des Rats der Fünfhundert verhaftet und zur Deportation nach Cayenne verurteilt. Von hier entkam er im Juni 1798 mit sieben Gefährten nach Paramaribo, ging nach England, schloss sich 1799 dem österreichisch-russischen Heer unter Alexander Michailowitsch Rimski-Korsakow an, lebte einige Zeit in Deutschland und kehrte dann nach England zurück.
Nachdem er seine früheren Verbindungen mit den Bourbonen wieder aufgenommen hatte, entwarf er mit Georges Cadoudal den Plan, den Ersten Konsul zu ermorden. Verkleidet begaben sich beide 1804 nach Paris, wo Pichegru mit Jean-Victor Moreau Verbindungen anknüpfte. Am 28. Februar wurde er jedoch verhaftet.
Bevor sein Prozess zur Entscheidung kam, fand man ihn am 5. April 1804 in seinem Kerker im Temple an seinem Halstuch erhängt. Ob durch eigene Hand oder auf Befehl Bonapartes blieb ungeklärt.

## Ehrungen
- Sein Name ist am Triumphbogen in Paris in der 3. Spalte eingetragen.

- 1816 wurde ihm in Arbois eine Statue errichtet.